# Nicolás Rotundo
Nicolás Rotundo (Montevideo, 6 de junio de 1976) es un exfutbolista uruguayo que jugaba de mediocampista. Fue asistente técnico en Peñarol, donde jugó durante el segundo quinquenio de oro del club. Su hermano Pablo Rotundo también fue futbolista.

## Clubes
| Club        | País    | Año       |
| ----------- | ------- | --------- |
| Peñarol     | Uruguay | 1993-2003 |
| Elche       | España  | 2003      |
| Peñarol     | Uruguay | 2004-2005 |
| Liverpool   | Uruguay | 2006      |
| Real Oviedo | España  | 2007      |
| Peñarol     | Uruguay | 2008-2009 |
| FBC Melgar  | Perú    | 2010      |

## Palmarés

### Campeonatos nacionales
| Título                  | Club    | País    | Año  |
| ----------------------- | ------- | ------- | ---- |
| Campeonato Uruguayo (1) | Peñarol | Uruguay | 1993 |
| Campeonato Uruguayo (2) | Peñarol | Uruguay | 1994 |
| Campeonato Uruguayo (3) | Peñarol | Uruguay | 1995 |
| Campeonato Uruguayo (4) | Peñarol | Uruguay | 1996 |
| Campeonato Uruguayo (5) | Peñarol | Uruguay | 1997 |
| Campeonato Uruguayo (6) | Peñarol | Uruguay | 1999 |
| Campeonato Uruguayo (7) | Peñarol | Uruguay | 2003 |